# Никола Якимов
 Тази статия е за българския търговец в Скопие.  За българския общественик от Прилеп вижте Никола Дейков.  
Никола П. Якимов е български търговец и общественик, деец на Българските акционни комитети.

## Биография
Роден е в кратовското село Шлегово, тогава в Османската империя. Установява се в Скопие и развива търговска дейност, като се занимава с кожарство. В 1941 година е избран за член на Централния комитет на Българските акционни комитети в Скопие.
В 1942 година основава Работилница за преработка на ситни кожи в Скопие. В 1946 година работилницата е конфискувана от комунистическата власт след арестуването на Якимов по обвинения за недеклариране на кожарски стоки. Впоследствие Якимов емигрира в България и се заселва в София, като взима със себе си и племенника си, бъдещият футболист Димитър Якимов.